# Краснозобая гагара
Краснозо́бая гага́ра (лат. Gavia stellata) — птица из рода гагар (Gavia).

## Внешность
Самая мелкая из гагар: вес 1,1—2,5 кг, длина 53—69 см, крыло 25,7—31 см, размах 105—120 см. Белых пятен на спине и крыльях нет, есть только мелкие белые крапины, которых издали не видно, верх тела и крыльев кажутся однотонно серыми. Брюхо белое. Голова и бока шеи серые, по задней стороне шеи белые полоски. В брачном наряде с небольшого расстояния видно рыжее («красное») пятно на передней стороне шеи. С большого расстояния пятно кажется чёрным, и хорошим полевым признаком служить не может. Клюв тонкий, относительно слабый, конёк надклювья прямой. Надклювье слегка прогнуто, и поэтому птицы выглядят слегка «курносыми», впечатление усиливается манерой держать клюв слегка приподнятым. Этот признак особенно важен для распознавания молодых и взрослых в зимнем наряде, которые похожи на молодых. Цвет клюва черноватый, у молодых и зимних птиц светло-серый с тёмным коньком. Ноги чёрные, на перепонках розоватое пятно. Глаз красновато-коричневый у молодых, почти красный у взрослых птиц.
У самца и самки в брачном наряде голова и шея пепельно-серые с чёрным продольным штриховым рисунком на темени и затылке, переходящим в отчётливую чёрно-белую полосатость на задней стороне шеи, а в нижней её части выходящим на бока. Спереди у основания шеи удлинённое треугольное или трапециевидное красновато-каштановое пятно. Спина и верхние кроющие крыла бурые или серовато-бурые с большим или меньшим развитием белого пятнистого рисунка в передней части спины. Испод крыла белый с тёмным неправильным рисунком, подхвостье черновато-коричневое с белыми пятнами. Грудь и живот жемчужно-белые. Рулевые и маховые буровато-серые.
В зимнем наряде у самки и у самца верх головы и задняя сторона шеи тёмно-серые с тонким белым продольным рисунком, спина и кроющие крыла (верхняя сторона тела) серовато-бурые с мелкими белыми пятнами, нижняя часть головы, передняя сторона шеи, грудь и живот белые, с лёгкой примесью серого на голове и шее. Подхвостье белое с поперечной тёмной полосой в области анального отверстия. Красновато-каштановое пятно отсутствует, но от него могут сохраняться фрагментарные следы.
Первый наряд птенца тёмно-бурый, немного более светлый на нижней стороне тела, вокруг глаза неясный светлый ободок, пух короткий и плотный. Второй наряд: аналогичен первому наряду, но несколько более светлый, брюшная сторона буровато-серая (но не белая!). Гнездовый наряд похож на зимний наряд взрослых птиц, но верхняя сторона тела несколько светлее, белые пятна, образующие рисунок на спинной стороне, у́же и длиннее, грязно-белые, наверху головы и задней стороне шеи отсутствует белый рисунок, на щеках, горле и нижней стороне шеи — заметная примесь сероватых перьев. В промежуточном наряде при общем гнездовом наряде присутствуют отдельные перья брачного наряда, особенно на горле и шее.

## Голос
От летящих птиц можно слышать громкие звуки, несколько похожие на хриплое карканье и на гусиное гоготанье одновременно — ритмично повторяющиеся «га-га-рра — га-га-рра…» Помимо этого, часто можно слышать мяукающие, стонущие или напоминающие хохот звуки, по тембру близкие к человеческому голосу. Особенно выразительны звонкий мелодичный повторяющийся крик «куии… кукуии…», характерный для территориальных пар, и унисональный дуэт, звучащий как хриплое дребезжащее «хау-оп… хау-оп… хау-оп», исполняющийся в убыстряющемся темпе. При нырянии испуганная птица часто издаёт мелодичный, короткий звук «уи» (мягче, чем у чернозобой гагары).

## Распространение
Гнездится на Севере Европы, Азии и Северной Америки. В Западной Европе это: Норвегия, Финляндия, Швеция, Северная Ирландия, Северная Шотландия (в том числе Гебридские, Оркнейские, Шетландские острова), Исландия и Фарерские острова, Шпицберген, Медвежий остров. В Северной Америке: арктические острова и материковая часть Канады к югу до 50-й параллели, Аляска, побережья Гудзонова залива, п-ов Лабрадор, Ньюфаундленд, прибрежные районы Гренландии. В бывшем СССР: архипелаги Земля Франца-Иосифа и Новая Земля, острова Колгуев, Вайгач, Новосибирские острова, о-в Врангеля, Курильские (Парамушир и Симушир), Командорские и Шантарские острова, на материке в северной части страны от Прибалтики (Латвия, Эстония) и Кольского полуострова (включая прилежащие Айновы острова и Семь островов) до Чукотского полуострова, Камчатки и побережий Охотского моря. Южная граница гнездового ареала изучена недостаточно. Гнездование отмечено в Вологодской области (62° с. ш.), на Оби у Берёзова (67° с. ш.), в бассейне Таза (63° с. ш.), в бассейне Енисея под 59° с. ш., возможно, в северном Прибайкалье, в бассейне Вилюя, у Якутска, на оз. Кизи в нижнем течении Амура. Гнездование в южной половине ареала, вероятно, спорадично и нерегулярно. Исторические изменения ареала, если они были, по-видимому, незначительны.
В Западной Европе зимует в прибрежных водах Атлантики и Северном море у побережий Норвегии, Швеции, Дании, Англии, Германии, Бельгии, Нидерландов и Франции, в небольшом числе в Бискайском заливе и у западных побережий Португалии, у средиземноморских побережий Франции, в Адриатическом море, у черноморских побережий Румынии, Болгарии и Турции. В Азии зимует у каспийских побережий Ирана, у берегов Японии и Китая, в Северной Америке — на западных побережьях от Алеутских островов и Аляски до Калифорнии, на восточных — от Новой Шотландии до Флориды, а также на Великих озёрах. В России и других странах бывшего СССР регулярно зимует на Чёрном и Каспийском морях, у побережий Камчатки и Курильских островов, нерегулярно — у Кольского полуострова (Оленья губа) и на озере Севан.
Наиболее обычна для мелких водоёмов зоны тундр. Вне зоны тундр редка или единична. Даже в зоне тундр численность распределяется неравномерно. Так, на Ямале на отдельных участках плотность составляла в 1978 г. до 20 гнездовых пар на 100 км², а в нижнем течении Индигирки всего 2—4 пары на 100 км². На западном Таймыре плотность составляет 1—3 пары на каждые десять озёр. К северу она проникает значительно дальше других видов гагар, вплоть до арктических пустынь. Гнездится на плоскогорьях до высоты 500 м над уровнем моря. Основное условие — наличие гнездовых (мелкие и очень мелкие озёра) и кормовых (крупные озёра, реки, морские прибрежья) биотопов. Оптимальные для гнездования ландшафты — равнинные, сильно заболоченные тундры с развитой сетью озёр, речные долины и приморская тундра. На пролёте и зимовках — крупные озёра и реки, морские заливы.
В большинстве районов совместного обитания краснозобой и чернозобой или белошейной гагар последние значительно преобладают в численности (возможна пищевая конкуренция) и только местами (на Кольском полуострове, на побережьях Белого моря, в некоторых районах Чукотского полуострова) наблюдается обратное соотношение.

## Образ жизни

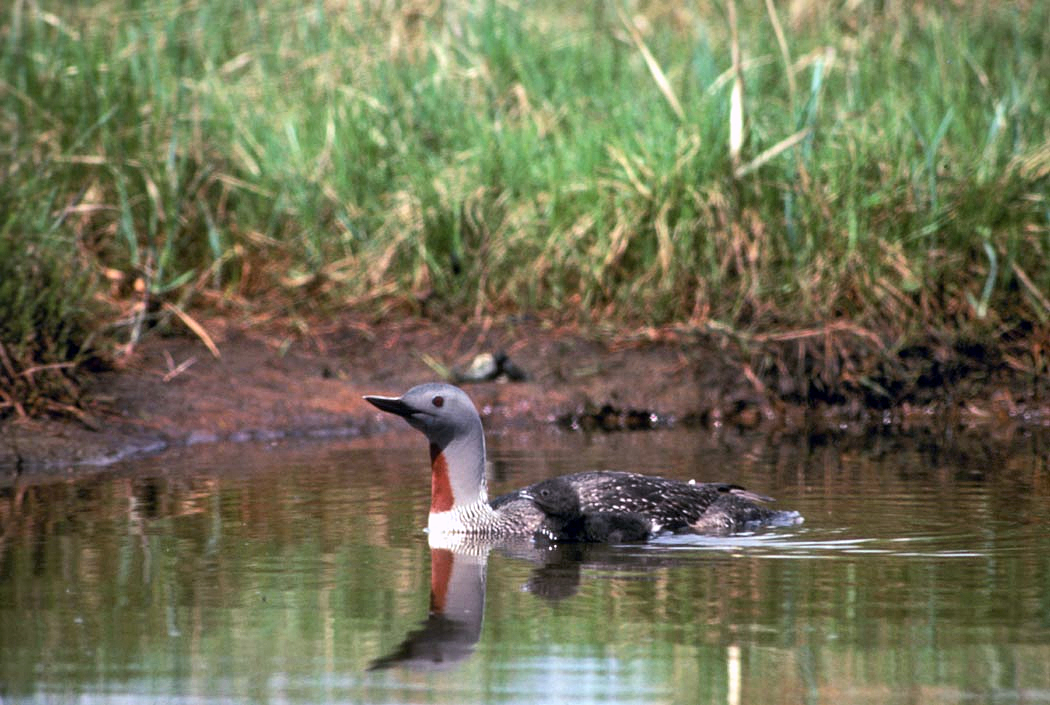

### Активность
Краснозобая гагара великолепно плавает и ныряет. На воде птица держится довольно высоко (однако обычно ниже уток), при опасности погружается так, что над водой остаётся только узкая полоска спины, голова и шея, а иногда вообще видна только голова. Часто вертикально привстаёт на воде, хлопая крыльями, охотно плавает на боку и даже брюхом кверху. Заныривает совершенно беззвучно, опуская голову в воду, но иногда ныряние сопровождается громким всплеском («шумный нырок» входит как составляющая часть в территориальное и брачное поведение, а также в отвлекающую демонстрацию около гнезда). Под водой плывёт, работая ногами, помогая иногда движениями крыльев. Наибольшая продолжительность пребывания под водой 90 с, обычно 40—50 с. Глубина ныряния 2—9 м, однако известны случаи ныряния до 21 м. В полёте краснозобая гагара похожа на утку, но из-за вытянутых назад сравнительно больших лап кажется относительно более длинной и короткокрылой. Полёт быстрый прямолинейный, с частыми довольно глубокими взмахами крыльев, шея в полёте вытянута вперёд и прогнута вниз. Летают краснозобые гагары поодиночке, и даже брачные партнёры никогда не держатся в воздухе близко друг к другу. С воды птица поднимается заметно легче других гагар, с небольшим разбегом, при посадке на воду опускается не на лапы, как утки, а на грудь. В связи с этим нередко гнездится на очень маленьких водоёмах, иногда метров 5 в поперечнике. По суше передвигается лишь в крайних случаях, ползком на брюхе, отталкиваясь лапами и помогая себе крыльями, или в вертикальном положении с опущенной к земле головой. Легче других гагар поднимается с земли и даже может иногда садиться на землю с полёта. Вообще краснозобая гагара летает охотнее других гагар и часто при опасности предпочитает полёт нырянию. Именно из-за способности взлетать почти без разбега краснозобая гагара часто селится на небольших (10—15 м) озерках, откуда ежедневно летает кормиться на большие озёра, богатые рыбой.
Активны круглосуточно, особенно в гнездовое время в высоких широтах, в условиях круглосуточной освещённости. Демонстрация территориального и брачного поведения в основном ночью, миграции чаще в светлое время суток, но достаточно обычны и ночью. Во внегнездовое время держатся поодиночке, парами или небольшими стаями. В целом более общественны, чем другие виды гагар, что хорошо заметно во время кормёжки, когда они собираются на водоёме небольшими группами, по четыре-восемь птиц. Иногда даже на гнездовых озёрах образуют подобие колоний численностью до 20 пар. На зимовках и пролёте в местах, богатых кормом, краснозобые гагары собираются в довольно значительные скопления, насчитывающие иногда 175 и даже 500 птиц.
Наибольший известный возраст — около 24 лет.

### Линька
Последовательность смены нарядов у краснозобой гагары такова: первый пуховой — второй пуховой — гнездовый (первый зимний) — промежуточный (неполный брачный) — первый брачный — зимний (окончательный) — второй брачный (окончательный).
Первый пуховой наряд, образованный плотным мягких пухом, в возрасте 10—20 дней сменяется вторым пуховым нарядом. В возрасте пяти-шести недель этот пух вытесняется появляющимися пеньками перьев и снашивается на уздечке, вокруг глаз, на брюхе и в плечевой области, но остаётся вплоть до подъёма на крыло на боках и крестце. В это же время на спине появляется новый пух, дающий начало дефинитивному пуховому покрову. Первые пеньки на крыльях появляются в возрасте около 2,5—3 недель, когда птенец ещё полностью покрыт пухом. Формирование гнездового наряда заканчивается к середине августа — началу сентября. С декабря — февраля на зимовках начинается неполная линька в промежуточный наряд (сменяется контурное перо на теле, часть рулевых и часть кроющих крыла, отдельные элементы оперения взрослых птиц появляются на горле и спине). В мае-июне завершается линька в первый брачный наряд, при которой сменяется большая часть зимнего пера (первостепенные маховые сохраняются от гнездового наряда, как и отдельные несменившиеся контурные перья на теле). Осенняя линька в окончательный зимний наряд протекает так же, как послегнездовая линька взрослых птиц, но первостепенные маховые линяют раньше, ещё летом.
Послегнездовая линька, в отличие от других видов гагар, полная протекает с конца сентября по декабрь, причём первостепенные маховые сменяются одновременно, в связи с чем птицы временно теряют способность к полёту. Предбрачная линька взрослых птиц неполная, сменяется контурное перо на теле, рулевые и часть кроющих крыла. Линька начинается в феврале — начале апреля, первые птицы в полном брачном наряде появляются в середине апреля.

### Миграция
Сезонные миграции краснозобой гагары изучены недостаточно. По всей вероятности, птицы мигрируют сравнительно широким фронтом без отчётливо выраженных мест концентрации. Основные направления — от западного до юго-восточного. К зимовкам на Северном море и атлантических побережьях Европы гагары пролетают через район Белого моря, Карелии и Прибалтики, на черноморские зимовки — через центральные области европейской части и Украину, на каспийские — через Казахстан и Западную Сибирь. Птицы из восточно-сибирских тундр и с Чукотки мигрируют осенью, по-видимому, в юго-восточном, южном и юго-западном направлениях, однако прямых доказательств этому нет.
На пролёте краснозобые гагары держатся поодиночке и парами, редко образуют небольшие (возможно, семейные) группы. Пролёт проходит как днём, так и в ночное время, обычно на значительной высоте, с остановками на подходящих водоёмах. Повсеместно краснозобые гагары на пролёте наблюдаются относительно редко.
Начало осенней миграции связано со временем поднятия на крыло молодых птиц, в целом это совпадает с концом августа — первой половиной сентября. Заканчивается осенняя миграция с замерзанием пресных внутренних водоёмов (конец октября — ноябрь), по морским побережьям пролёт длится весь ноябрь, захватывая иногда начало декабря. Весенний пролёт с конца марта по июнь.

### Питание
Добывание корма наблюдается как днём, так и ночью. На мелких гнездовых озёрах краснозобые гагары не добывают пищу и регулярно летают кормиться на другие водоёмы — на крупные озёра, чаще на реки или на море. Кормовые полёты могут быть очень дальними, до 10 км и более. В отличие от других гагар, краснозобые гагары предпочитают добывать корм на мелководьях озёр и часто кормятся на речных перекатах, ныряя против течения, подобно крохалям. Корм добывают под водой при нырянии, добычу схватывают клювами, убивают сжатием клюва. Охотничий участок при каждом вылете в благоприятных условиях составляет 2—2,5 га.
Основной вид пищи — мелкая рыба, по всей вероятности, та, которая доминирует по численности в конкретном водоёме. На пресных водоёмах основную роль играют молодь сиговых и лососёвых (особенно голец), плотва, елец, щука, уклейка, окунь и бычки. В качестве второстепенных кормов отмечены икра рыб, лягушки, ракообразные (в том числе крабы), различные моллюски, водяные насекомые и черви, хотя возможно, что часть этих объектов попадает в желудки гагар с рыбой. Ранней весной, когда богатые рыбой водоёмы ещё подо льдом, краснозобые гагары используют и растительную пищу.

### Размножение
Взрослые птицы ежегодно возвращаются к местам гнездования, и при недостатке подходящих водоёмов — гнездятся на постоянном озерке, часто используя одно и то же гнездо. Размножаться начинают в возрасте 2—6 лет. Моногамы. Пары, по всей вероятности, постоянны, во всяком случае, на зимовках птицы часто держатся в парах, а на местах гнездования появляются всегда в парах. Образование пар у достигших половой зрелости птиц или при гибели одного из партнёров происходит, по-видимому, не на зимовках, а летом в пределах гнездового ареала. На места гнездования краснозобые гагары прилетают сравнительно поздно, когда у озёр появляются достаточно большие закраины, на реках образуются промоины, а мелкие водоёмы оттаивают полностью. Время прилёта зависит не только от местных погодных условий, но и от широты местности: на севере европейской части и в Западной Европе (у южной границы ареала) прилёт с первой декады мая по начало июня, в тундрах Восточной Сибири в первой-второй декадах июня.
Для гнездования краснозобая гагара предпочитает совсем небольшие по площади (менее 1 га) водоёмы, часто значительно (до десяти километров) удалённые от кормовых биотопов — крупных озёр, богатых рыбой рек или морского побережья. Нередко такие гнездовые водоёмы достигают всего 10—15 м в длину, и размер их, по-видимому, ограничивается необходимой для взлёта протяжённостью водной поверхности. Характер водоёма может быть различным. В пределах таёжной и лесотундровой зон это, как правило, олиготрофные озёра среди сфагновых болот или в межгорных понижениях, с чёткими, лишёнными прибрежной растительности берегами. Таких же водоёмов придерживается краснозобая гагара и в относительно хорошо дренированных водораздельных тундрах. В обширных, сильно увлажнённых равнинных тундрах речных долин она предпочитает мелкие, хорошо прогреваемые и заросшие околоводной растительностью (осоки, арктофила) озерца, часто расположенные в пределах котловин больших озёр. Каждое такое озерцо, как правило, занимает одна пара. Озёра, на которых гнездятся краснозобые гагары, часто совершенно бескормны. Более крупные, проточные, глубокие, богатые пищей озёра, которые предпочитают чернозобые гагары, краснозобыми, как правило, не заселяются. Пара от пары гнездится далеко, однако для Западной Европы при нехватке подходящих мест гнездования известны случаи образования на крупных озёрах подобия колоний численностью до 20 пар. Территориальное поведение проявляется в полётах над гнездовым участком, сопровождаемых криком. Территориальные пары с воды отвечают соседним парам или птицам, нарушившим границы территории, «воющим» или «долгим» криком, причём кричать может как один из партнёров, так и оба. В тех случаях, когда нарушившая границы гнездового участка птица находится на воде, территориальная пара плывёт ей навстречу, принимая позу тревоги, специфичную для краснозобых гагар (шея вытянута вверх и вперёд, клюв направлен косо вверх), во время которой демонстрируется каштановое пятно на горле. Затем пара начинает окунать клювы в воду и с плеском нырять, сопровождая это каркающим криком, после чего следует демонстрация «змеиной церемонии»: птицы медленно плавают бок о бок, глубоко погрузив тело в воду, вытянув шеи и издавая унисональный дуэт (долгий крик). Ещё большую степень агрессии выражает так называемая «поза пингвина»: обе птицы приподнимаются над водой, вытянув наклонно шею вверх и подняв клюв, одновременно хлопая лапами по воде. Иногда один из партнёров бросается на противника с поднятыми крыльями. Во время драки противники клюют друг друга в голову или шею, иногда даже атакуют из-под воды. Агрессию в гнездовый период краснозобая гагара проявляет и в отношении других видов птиц, особенно уток, причём выражается она в основном демонстративными бросками и нырками.
Гнездо краснозобые гагары устраивают либо на суше, либо на воде. Гнёзда первого типа характерны для олиготрофных озёр различной глубины. Гнездо располагается на берегу совершенно открыто, у самого уреза воды (не далее 30—40 см), так чтобы птица могла легко на него вылезти и сойти с него в случае опасности. К гнезду обычно ведёт лаз, по которому насиживающая птица соскальзывает в воду (иногда таких лазов бывает два). Наиболее часто птицы устраивают гнездо на небольших мысках или на островках, но иногда и на совершенно ровном берегу. Гнездо строят оба члена пары, оно представляет собой плотно утрамбованную кучу мха, стеблей осоки или арктофилы, иногда с добавлением водорослей, которые птицы достают со дна водоёма. На вершине гнезда имеется хорошо выраженное углубление — лоток. Размеры гнезда: диаметр 25—35, диаметр лотка 18—20, глубина лотка 3—5 см. Как правило, гнездовая подстилка пропитана водой, но иногда гнездо устраивается на сухой сфагновой кочке. Несколько иначе устроены полупогружённые гнёзда на мелководных озёрах с развитой прибрежной растительностью: гнездовый материал птицы укладывают в воду в густых зарослях осоки или арктофилы на глубине 30—80 см так, чтобы готовое гнездо, имеющее форму усечённого конуса, поддерживалось этими стеблями в воде. Постройка бывает в таких случаях довольно массивной, хотя над водой выступает всего на 5—8 см. Обычно такое гнездо хорошо укрыто окружающей растительностью. Подстилка всегда пропитана водой.
Копуляция происходит на суше. Предкопуляционный ритуал начинается с окунания клювов в воду и шумных нырков, причём оба партнёра первоначально лежат на воде друг против друга, вытянув навстречу шеи под углом 45°, и в убыстряющемся темпе одновременно опускают клювы в воду, а затем ныряют броском и разворачиваются под водой. Демонстрация повторяется несколько раз. После этого самка медленно плывёт вдоль берега с подвёрнутым к груди клювом и, выбрав подходящее место, выбирается на сушу, где замирает, иногда имитируя постройку гнезда. Это может повторяться несколько раз, прежде чем самец последует за самкой на берег. Во время копуляции самец держится на спине самки почти вертикально с опущенной вниз головой. После копуляции, которая длится 10—20 с, самец сразу же возвращается в воду, а самка некоторое время продолжает оставаться на суше, продолжая имитацию гнездостроения, иногда вытянув горизонтально шею. Копуляция повторяется около шести раз в сутки со времени образования территории до откладки яиц, иногда и дольше. Изредка копуляция происходит на воде вне гнездовой территории.

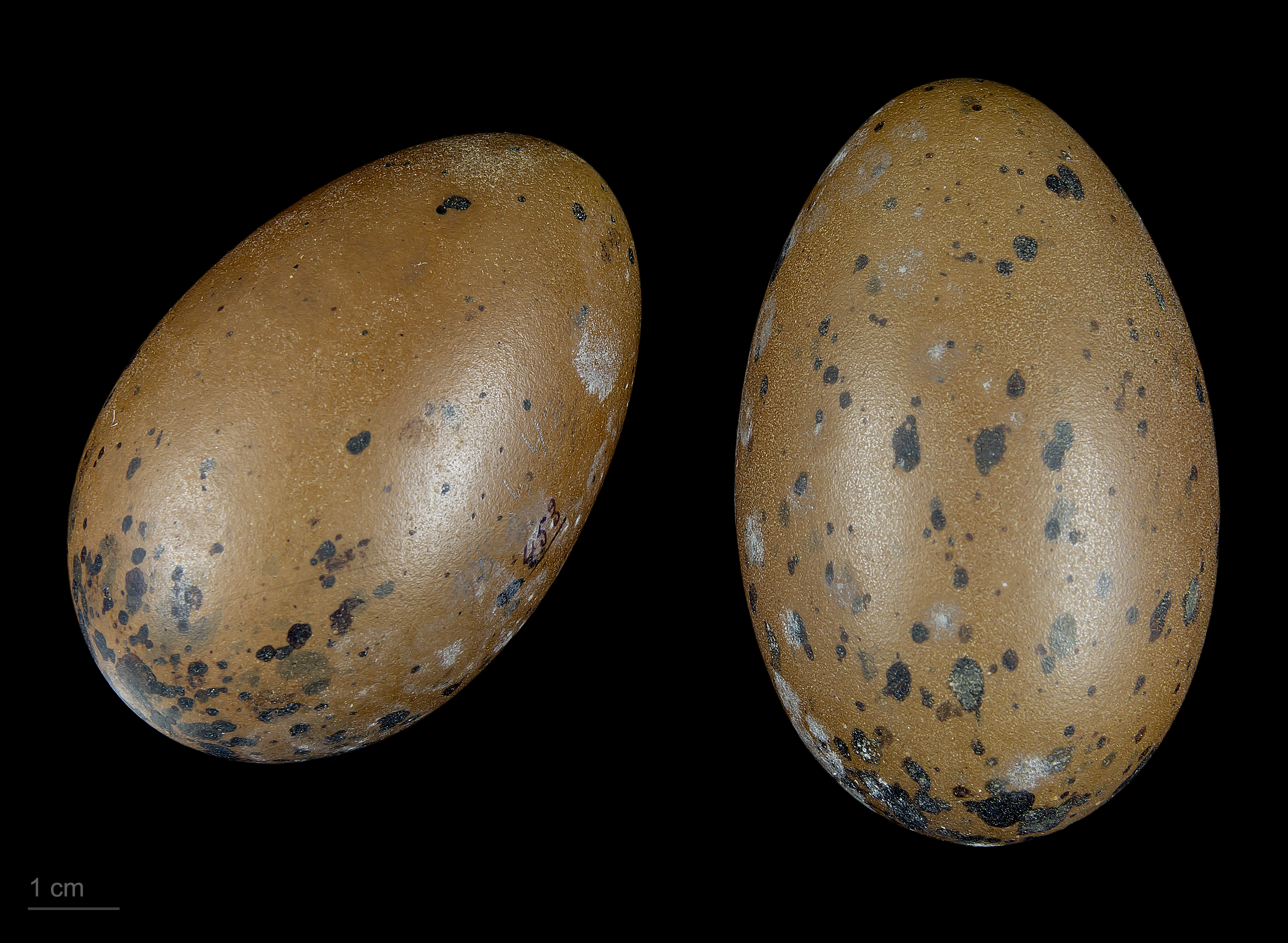
Яйца Gavia stellata (Тулузский музей)

Откладка яиц обычно начинается в Западной Европе в середине мая, на Белом море в конце мая — начале июня, в тундрах Западной и Восточной Сибири — во второй-третьей декадах июня. При холодных затяжных вёснах начало откладки может происходить даже в первой половине июля (на Ямале в 1978 г. 10—14 июля). Интервал между откладкой яиц 24—36 ч, но изредка значительно дольше (до восьми суток). Полная кладка в подавляющем большинстве случаев состоит из двух яиц (80—90 %), значительно реже из одного (10—20 %) и как величайшая редкость — из трёх. Нормальна одна кладка в году, но при потере кладки в начале инкубации птицы могут отложить вторую с интервалом в пять-семь дней. Яйца эллипсоидно-удлинённой формы, скорлупа слабо зернистая, окраска сложная, основной фон от зеленовато-оливкового до тёмного оливково-бурого, рисунок в виде чётких неправильных буровато-чёрных редких пятен и крапинок, беспорядочно разбросанных по скорлупе, иногда пятна почти отсутствуют. Скорлупа со слабым маслянистым блеском, по мере насиживания блеск заметно усиливается. Средний размер яиц 71,2×45,4 мм, вес 74,0 г.
Насиживание начинается с первого яйца, насиживают оба члена пары, но самка значительно больше. При приближении опасности насиживающая птица чаще заблаговременно сходит незаметно на воду и плавает неподалёку от гнезда, не улетая даже при приближении человека. Иногда же птица подпускает человека вплотную и вылетает из-под ног, тут же садясь на воду. Свободная от насиживания птица либо находится на воде поблизости от гнезда, либо улетает на кормёжку на подходящий водоём.
Длительность инкубации 24—29 суток. Птенцы рождаются асинхронно, вес новорождённого птенца около 65 г при общей длине 160 мм. В течение первых суток птенцы остаются в гнезде, где их обогревают родители. В дальнейшем их обогревают в подходящих местах на берегу, куда иногда перевозят на спине. В течение одной-двух недель один из родителей непрестанно находится при птенцах, в отсутствие родителей птенцы прячутся в прибрежной растительности или под берегом. Начиная с третьей недели родители оставляют птенцов надолго во время кормовых отлучек, а иногда даже переводят их на более крупные озёра. Птенцы не могут ходить по суше, а передвигаются своеобразными прыжками.
Начиная со второго дня родители кормят птенцов, принося в клюве мелкую рыбу, ракообразных или растительную пищу. Хотя птенцы могут плавать и нырять с первого дня жизни, самостоятельно добывать корм они не умеют и выпрашивают его, плавая перед родителями, пища́ и поклёвывая их в грудь и клюв. Как и у других видов гагар, между птенцами отчётливо развиты конкурентные отношения, птенцы агрессивны, и семейные связи между ними отсутствуют. Очень слаба и связь между птенцами и родителями. Самостоятельно кормиться птенцы начинают в возрасте четырёх-шести недель, и семейная группа обычно распадается через восемь-десять недель, но отдельных птенцов родители иногда продолжают кормить и позже, после переселения на озёра или море. Птенцы начинают летать на 38—48-й день, когда они полностью оперены. Величина гнездовой смертности (гибель кладок и пуховых птенцов) для Шетландских островов: по Дж. Банди, из 91 яйца вылупилось 29,7 % и поднялось на крыло 19,8 %. При средней величине кладки 1,8 на гнездовую пару в зависимости от типа и величины водоёма приходится за сезон 0,37—0,46 птенцов.

## Краснозобая гагара и человек
Краснозобая гагара формально относится к числу охотничье-промысловых видов птиц. Однако правильной регламентированной охоты на неё не ведётся. Коренное население Крайнего Севера использует мясо краснозобой гагары в пищу, но добывает её в основном случайно, попутно с другими видами птиц и в значительно меньшем количестве, чем более обычную чернозобую гагару. Из шкурок краснозобых гагар, снятых с шеи и живота, в прошлом изготовлялись дамские шляпы и лёгкие декоративные воротники и аппликации, но в настоящее время эти изделия полностью вышли из моды, и промысел прекратился. Ущерб рыбному хозяйству краснозобая гагара в связи с невысокой общей численностью не причиняет.

## Охрана
На острове Фула в Шотландии организован заказник, в котором краснозобая гагара включена в список охраняемых видов. В заказнике 11 пар, 1,2 % популяции Великобритании (1994 год).

## Систематика
Международный союз орнитологов не выделяет подвидов. Другие ученые у краснозобой гагары выделяют два подвида:
- Gavia stellata stellata — Colymbus stellatus Pontoppidan, 1763, Danske Atlas, 1, с. 621, Дания. Спинная сторона бурая, сероватый оттенок отсутствует или слабо развит. Встречается во всём ареале краснозобой гагары, за исключением Шпицбергена, Земли Франца-Иосифа, Медвежьего острова.

- Gavia stellata squamata — Colymbus stellatus squamatus Portenko, 1939. Фауна Анадырского края. Птицы, 2, с. 155. Спинная сторона светлее, с более развитым сероватым оттенком; перья спины, плечевые и кроющие крыла имеют развитые серебристо-серые окаймления. Встречается в южной части архипелага Земли Франца-Иосифа, на островах Шпицберген и Медвежьем.

Самостоятельность островного подвида Gavia stellata squamata в связи с крайней ограниченностью гнездового ареала, ничтожной численностью птиц и наличием переходных экземпляров подвергается сомнению («Птицы Советского Союза», 1951). Несмотря на то, что Г. Иогансен (Johansen, 1956), проанализировавший 22 экземпляра со Шпицбергена, подтвердил самостоятельность этого подвида, сомнения в его реальности остаются (Palmar, 1962, Cramp, Simmons, 1977).